# Torcularis Septentrionalis
Torcularis Septentrionalis (omikron Piscium) is een ster in het sterrenbeeld Vissen (Pisces).